# جام ملت‌های زنان آسیا ۱۹۸۱
جام ملت‌های زنان آسیا ۱۹۸۱ چهارمین دوره رقابت‌های فوتبال جام ملت‌های زنان آسیا بود که توسط ای‌اف‌سی و به میزبانی کشور هنگ کنگ برگزار شد.

## تیم‌های راه‌یافته
- ۸ تیم راه‌یافته به جام ملت‌های زنان آسیا ۱۹۸۱:
- جمهوری چین
- هنگ کنگ
- تایلند
- اندونزی
- فیلیپین
- سنگاپور
- ژاپن
- هند